# Owein fab Urien
Owein fab Urien ['owein vaːb 'irjen], auch Owain mab Urien oder Owain up Urien, ist der Name eines historisch/sagenhaften Königs in der Walisischen Mythologie.

## Geschichte und Mythologie
Owein fab Urien war der Sohn des Königs Urien von Rheged. Eine der ältesten überlieferten Elegien in Kymrischer Sprache wurde für ihn verfasst und wird dem Dichter Taliesin zugeschrieben. Sie beschreibt Oweins Sieg über seinen Gegner Fflamddwyn.
Pan laddodd Owain Fflamddwyn Nid oedd fwy nogyd cysgaid
Cysgid Lloegr llydan nifer A lleufer yn eu llygaid
A rhai ni ffoynt haeach A oeddynt hyach na rhaid
Owain a'u cosbes yn ddrud Mal cnud yn dylud defaid
In englischer Übersetzung:
When Owain slew Fflamddwyn it was no more to him than to sleep
The wide host of Lloegr [England] sleeps with the light in their eyes
And those that did not flee were braver than was needed
Owain punished them harshly like a pack of wolves chasing sheep
Auf Deutsch:
Als Owein Flamddwyn erschlug, fiel ihm dies nicht schwerer als zu schlafen.
Der große Feind von Lloegr (England) schläft mit dem Licht in seinen Augen.
 Und diejenigen, die nicht flohen, waren mutig im Übermaß.
Owen hat sie hart bestraft, wie ein Rudel Wölfe, welches Schafe jagt.
Nach dem Tod seines Vaters übernahm er die Königswürde von Rheged, wurde aber schon nach kurzer Herrschaft in einer Schlacht getötet. Damit endete auch die Unabhängigkeit von Rheged.
Owein ist auch eine Figur aus dem Sagenkreis um König Arthur, er wird in den mittelkymrischen Erzählungen Breuddwyd Rhonabwy („Rhonabwys Traum“), Peredur fab Efrawg („Peredur, Efrawgs Sohn“) und besonders in Iarlles y Ffynnawn („Die Herrin der Quelle“) als wesentliche Handlungsfigur genannt.
Der Kaiser Arthur war in Caerleon am Usk. Eines Tages saß er in seinem Gemach zusammen mit Owein, dem Sohn des Uryen, und Kynon, dem Sohn des Clydno, und Kei, dem Sohn des Cynyr, und Gwenhwyfar und ihren Jungfrauen, die beim Fenster nähten.
Die walisische Sagenfigur Owein fab Urien tritt bei Chrétien de Troyes in seinem altfranzösischen Versroman Yvain ou Le Chevalier au lion als Yvain auf; dieses Werk wurde von Hartmann von Aue unter dem Titel Iwein ins Mittelhochdeutsche übertragen.